# 2007 у Миколаєві
| Роки в Миколаєві ← • 2001 • 2002 • 2003 • 2004 • 2005 • 2006 • 2007 • 2008 • 2009 • 2010 • 2011 • 2012 • 2013 • 2014 • 2015 • 2016 • 2017 • 2018 • 2019 • 2020 • 2021 • 2022 • 2023 • 2024 → |

2007 у Миколаєві — список важливих подій, що відбулись у 2007 році в Миколаєві. Також подано перелік відомих осіб, пов'язаних з містом, що померли цього року. З часом буде додано відомих миколаївців, що народилися у 2007 році.

## Населення
Чисельність наявного населення Миколаєва на 1 січня 2007 року склала 507,4 тис. осіб, що на 1 тис. осіб менше ніж 2006 (508,4).

## Події
- 15 грудня на базі Миколаївської автомобільної школи прапорщиків і 835-го Центру технічного забезпечення створений 145-й окремий ремонтно-відновлювальний полк.

## Пам'ятки

Пам'ятник В'ячеславові Чорноволу

- 23 серпня напередодні Дня незалежності на перетині Великої Морської та Нікольської вулиць був відкритий пам'ятник В'ячеславові Чорноволу[3].

## Особи

### Очільники
- Міський голова — Володимир Чайка.

### Почесні громадяни
- Волохов Євген Павлович — головний лікар пологового будинку № 1.
- Дубінець Тамара Іванівна — головний лікар міської поліклініки № 2.
- Лютіков Іван Федорович — протягом багатьох років очолював Миколаївську міську раду ветеранів.

### Городянин рокуі «Людина року»
- Антощенко Юрій Михайлович — номінація «Добродійність».
- Бабенко Дмитро Володимирович — номінація «Наука і вища школа».
- Беседін Сергій Васильович — номінація «Будівництво».
- Борисов Євген Олексійович — номінація "Український «Корвет».
- Буркун Валерій Васильович — номінація «Промисловість і транспорт».
- Ганусовська Тетяна Михайлівна — номінація «Охорона здоров'я».
- Губська Тетяна Миколаївна — номінація «Культура».
- Данішевський Ігор Володимирович — спеціальна номінація «Духовне відродження».
- Кантор Сергій Анатолійович — спеціальна номінація «Стійкий розвиток».
- Кириленко Володимир Петрович — номінація «Підприємництво».
- Малицький Владислав Іванович — номінації «Підприємництво».
- Мар'янко Тетяна Йосипівна — номінація «Фізкультура й спорт».
- Овчинніков Юрій Георгійович — спеціальна номінація «Соціальне партнерство».
- Сироватський Іван Михайлович — «Середня школа і професійні училища».
- Урес Віктор Юхимович — номінація «Мистецтво».
- Фуркало Ігор Савович — номінація «Добродійність».
- Чиченін В'ячеслав Іванович — номінація «Засоби масової інформації».

Людина року — Ішхнелі Анзор Шотович.

### Померли
- Калиниченко Микола Іванович (27 грудня 1924, Кандибине (нині Новоодеського району Миколаївської області) — 6 грудня 2007, Миколаїв) — український лікар-хірург, доктор медичних наук (1973), заслужений лікар України.
- Малагуша Василь Андрійович (31 грудня 1911, с. Гур'ївка в Новоодеському районі Миколаївської області — 2007) — активний учасник літературного життя в Україні в 30-і роки, член Всеукраїнської Спілки пролетарських письменників (ВУСПП).
- Чантурія Нодарі Вікторович (1 липня 1929, Поті, Грузія — 2007, Миколаїв) — радянський і український суднобудівник, заслужений працівник промисловості Української РСР, лауреат премії Ради Міністрів СРСР. Почесний громадянин міста Миколаєва.
- Ольшанський Володимир Архипович (18 лютого 1931, Дніпропетровськ — 9 серпня 2007) — український художник; член Спілки художників України. Неодноразово обирався членом правління Миколаївської обласної організації Спілки художників України.